# Torre di Brenta
La  Torre di Brenta (3014 m s.l.m.) è una cima delle Dolomiti di Brenta, principale elevazione del settore di sottogruppo SOIUSA  denominato Catena degli Sfulmini nonché una delle principali vette del gruppo e tra le più elevate di tutte le Dolomiti essendo tra le 86 vette a superare i 3000 metri di quota.
Domina la Conca degli Armi, l'omonima vedretta ed il sottostante Rifugio Alimonta.

## Descrizione
(Gino Buscaini e Ettore Castiglioni, Dolomiti di Brenta)
La Torre di Brenta è una massiccia ed imponente torre che si eleva tra la Bocchetta Alta degli Sfulmini e la Bocca degli Armi.
Sul versante nord presenta un'alta parete rocciosa solcata da profondi camini mentre le pareti sud-ovest e sud-est sono più compatte e verticali.
Per la buona qualità della roccia dolomitica e per la facilità di accesso dai rifugi (Alimonta, Pedrotti e Brentei), risulta essere una vetta piuttosto frequentata dai rocciatori.
Assieme al Campanile Basso, il Campanile Alto e gli Sfulmini, costituisce il cuore caratteristico delle Dolomiti di Brenta per via del susseguirsi di guglie e bocchette.
Questa zona del Gruppo di Brenta è resa famosa dalla Via ferrata delle Bocchette Centrali che la attraversa ad una quota di circa 2700 metri.

## Prima ascensione
I primi salitori furono Edward Theodore Compton, illustratore e alpinista tedesco noto per i suoi dipinti e disegni di paesaggi alpini nonché primo salitore di almeno 27 cime, e la guida alpina di Molveno Matteo Nicolussi che raggiunsero la cima lungo la Via normale Nord.

## Itinerari
La via più semplice per cima è quella seguita da Compton e Nicolussi.
Partendo dalla Vedretta degli Sfulmini sale la parete Nord-Est e, dopo aver superato una evidente cengia mediana, raggiunge la cresta sommitale da cui facilmente si giunge alla vetta.
Con il recente abbassamento della Vedretta degli Sfulmini, il primo tratto di via si è fatto sempre più problematico.
Per questo motivo, soprattutto a fine stagione, è consigliabile salire al cengione mediante il versante est raggiungibile dal primo tratto delle Bocchette Centrali.
Oltre la via normale utilizzata dai primi salitori, facile ma fredda e soggetta a formazione di ghiaccio, vi è una seconda via normale la Via Garbari da sud; leggermente più impegnativa della precedente che sale dalla Bocchetta Alta degli Sfulmini.
Altre vie particolarmente frequentate alla Torre di Brenta sono il Camino Adam da nord, la Cresta Ovest, la Via Detassis sulla parete sud-ovest e lo Spigolo Est.